# 10. Armee (Japanisches Kaiserreich)
Die 10. Armee (jap. 第10軍, Dai-jū-gun) war von 1937 bis 1938 ein Großverband des Kaiserlich Japanischen Heeres.

## Geschichte
Die 10. Armee wurde am 20. Oktober 1937 vom Daihon’ei unter dem Kommando von Generalleutnant Yanagawa Heisuke als Verstärkung für die in der Zweiten Schlacht um Shanghai kämpfende Shanghai-Expeditionsarmee aufgestellt. Sie bestand aus der 6. Division, der neuformierten 18. und 114. Division, einem Detachement der zu dieser Zeit in Nordchina eingesetzten 5. Division unter Noboru Kunisaki sowie dem 6. schweren Artillerie-Regiment.

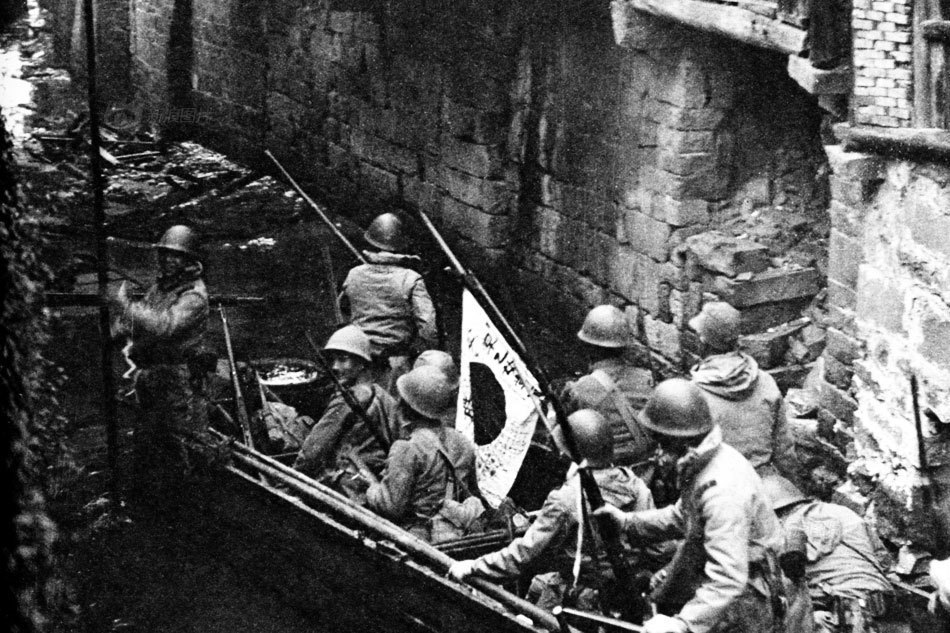
Soldaten der 10. Armee landen in der Hangzhou-Bucht südöstlich von Shanghai, November 1937.

Am 5. November 1937 landete die 10. Armee in der Hangzhou-Bucht südöstlich von Shanghai und wurde am 7. November mit der Shanghai-Expeditionsarmee zur Regionalarmee Zentralchina zusammengefasst.
Nach dem Ende der Kämpfe um Shanghai Ende November 1937 stieß die Armee in Richtung Nanking, der Hauptstadt der Republik China, vor. Ab 1. Dezember nahm sie an der Schlacht um Nanking teil. Nach Einnahme der Stadt nahmen Einheiten der 10. Armee am Massaker von Nanking teil.
Die Armee wurde, wie auch die Shanghai-Expeditionsarmee, am 14. Februar 1938 in Nanking aufgelöst. Die ihr unterstellten Verbände wurden zwischen der Regionalarmee Nordchina unter Terauchi Hisaichi und der aus der Regionalarmee Zentralchina neugebildeten Zentralchina-Expeditionsarmee unter Hata Shunroku aufgeteilt.

## Oberbefehlshaber
|                  | Name                             | Von              | Bis              |
| ---------------- | -------------------------------- | ---------------- | ---------------- |
| Oberbefehlshaber | Generalleutnant Yanagawa Heisuke | 20. Oktober 1937 | 14. Februar 1938 |
| Stabschef        | Generalleutnant Tanabe Moritake  | 20. Oktober 1937 | 14. Februar 1938 |

## Untergeordnete Einheiten
- 6. Division
- 18. Division
- 114. Division
- Kunisaki Brigade
  - 9. Infanterie-Brigade (der 5. Division)
    - 11. Infanterie-Regiment
    - 41. Infanterie-Regiment

  - Teile des 5. Gebirgsartillerie-Regiment
  - Teile des 5. Kavallerie-Regiment
  - Teile des 5. Pionier-Regiment
  - Teile des 5. Transport-Regiment
- 6. Schweres Artillerie-Regiment
  - 13. Schweres Feldartillerie-Regiment (24 × Typ 4 15-cm-Haubitzen)
  - 14. Schweres Feldartillerie-Regiment (24 × Typ 4 15-cm-Haubitzen)
- 9. Unabhängige Leichte Panzer Kompanie
- 2. Unabhängige Gebirgsartillerie-Regiment